# ابوالحسن بیهقی
ظهیرالدین ابوالحسن علی بن ابی القاسم زید بیهقی (میلادی ۱۰۹۷–۱۱۶۹) مشهور به ابن فُندُق مورخ و ادیب قرن ششم هجری قمری است.
اثر مهم او تاریخ بیهق حاوی اطلاعات ارزشمندی در مورد خراسان در عهد غزنوی و سلجوقی است که در زمان سلطان سنجر سلجوقی نوشته است.

## زندگی‌نامه
وی در ۱۹ شعبان ۴۹۰ ه‍.ق در شِشتَمَد از توابع ولایت بیهق دیده به جهان گشود.
محمد مشکور می‌گوید بیهقی در ۲۷شعبان ۴۹۳ ه متولد و در روز قتل فخرالملک (عاشورای سال ۵۰۰) شش سال و چهار ماه و سیزده روز داشته است.
جد بزرگش، فندق بن ایوب پس از آنکه از سوی محمود غزنوی به منصب قضا در نیشابور گمارده شد به این شهر مهاجرت کرد امّا اندکی بعد از این شغل کناره گرفته و در ناحیه بیهق سکنی گزید. در مورد پدرش زید (۵۱۷–۴۴۷ ق) اطلاعات چندانی در دست نیست جز آنکه خود بیهقی بیان می‌کند.
به گفته بیهقی سالیان درازی (بیست و اند سال) در بخارا سکنا داشته است و در این مدت ضمن معاشرت با علمای شهر از انواع علوم اطلاع کسب کرده است.
وی در زادگاه خود ادبیات عربی را فرا گرفت و در ۵۱۴ ق در نیشابور از حضور ابوجعفر بیهقی و احمد بن محمد میدانی بهره برد.
بعد از مرگ پدر در ۵۱۷ ق به مرو رفت و فقه را از ابوسعد یحیی بن عبدالملک صاحدی آموخت و پس از ازدواج در مرو در ۵۲۱ ق به نیشابور و پس از آن به بیهق بازگشت و از سوی شهاب الدین محمد بن مسعود حاکم وقت به مقام قضای بیهق رسید ولی اندکی بعد این شغل را کنار گذاشته و به مسافرتهایی دست زد و سپس به بیهق بازگشت تا در آنجا درگذشت. وفات وی را فصیح خوافی در مجمل فصیحی در سال ۵۴۸ ق ذکر کرده است.
بیهقی در حکمت و علوم جدلی دست داشت و فردی تیزبین و دقیق بود او از ریاضی‌دان‌های به نام عصر خود به حساب می‌آمد. وی شاعر نیز بود و قطعاتی از شعر او را یاقوت در معجم الادباءِ آورده است. وی هم عصر عمر خیام بود و در جلسات او نیز حضور داشته است

## آثار بیهقی
از او بیش از ۷۰ اثر در تاریخ -زبان - نجوم و فلسفه ذکر شده که تعدادی از آنها موجود است
- مشارب التجارب و غوارب الغرائب: ذیلی بوده بر تاریخ یمینی، و وقایع ایران در بازهٔ زمانی ۱۵۰ سال تقریباً تمام تاریخ دوره غزنوی و سلجوقی *نیمهٔ اول دوره خوارزمشاهی را شامل بوده است. عطاملک جوینی در تاریخ جهانگشا قسمت‌هایی از این کتاب نقل کرده است.
- تتمهٔ صوان الحکمهٔ: که به قصد تکمیل صوان الحکمة ابوسلیمان منطقی سجستانی نوشته شده است.
- وشاح دمیة القصر ولقاح روضة العصر: ذیلی بوده بر دمیة القصر باخزری در شرح حال شعراء معاصر خودش
- جوامع الاحکام النجوم: در سه مجلد و این کتاب را ابن فندق در عین انکار علم احکام نجوم به خواهش دوستانش نوشته است.
- معارج نهج البلاغه: در شرح نهج البلاغه، بیهقی این کتاب را در دو مجلد نگاشت. وی در کتاب خود تا حد بسیاری بر شرح نهج البلاغهٔ ابونصر احمد بن محمد وبری خوارزمی حنفی تکیه داشته است.
- لباب الانساب و الالقاب و الاعقاب: در موضوع نسب‌شناسی، بیهقی این کتاب را به خواهش نقیب السادات بیهق، عمادالدین ابوالحسن علی ابن محمد از

زباری نگاشت. (این کتاب اولین منبعی است که وجود دختری به نام رقیه بنت حسین را برای حسین بن علی گزارش کرده است.)
- تاریخ بیهق: تاریخ بیهق در رابطه تاریخ و جغرافیای ناحیهٔ بیهق و و بزرگان، ادیبان و علمای بزرگ بیهق اطلاعات دقیقی در خود دارد که درسایر منابع آن دوره کمتر دیده می‌شود.

## آرامگاه
آرامگاه ابوالحسن بیهقی مربوط به دوره معاصر است و در ۳۵ کیلومتری جنوب شهرستان سبزوار، غرب ششتمد واقع شده و این اثر در تاریخ ۲۵ اسفند ۱۳۷۸ با شمارهٔ ثبت ۲۶۰۱ به‌عنوان یکی از آثار ملی ایران به ثبت رسیده است.